# Bijie
Bijie (cinese: 毕节; pinyin: Bìjié) è una città-prefettura della Cina nella provincia del Guizhou. Il 10 novembre 2011, la prefettura di Bijie (毕节地区) fu convertita in città-prefettura, mentre la precedente città di Bijie fu rinominata Distretto di Qixingguan.

## Amministrazione
La prefettura amministra le seguenti suddivisioni:
- Distretto di Qixingguan
- Contea di Dafang
- Contea di Qianxi
- Contea di Jinsha
- Contea di Zhijin
- Contea di Nayong
- Contea di Hezhang
- Contea autonoma Yi, Hui e Miao di Weining